# Årets Näck
Årets Näck är en årlig tävling där man utser årets gestaltning av Näcken. Tävlingen har fram till 2020 skett vid Garveriholmen i Billstaån i Hackås i Bergs kommun i södra Jämtland den andra torsdagen i juli. Tävlingen har då varit en del av Hackåsdagarna och arrangerats av Stiftelsen Hackåsbygden.
Tävlingen går ut på att man ska gestalta Näcken med eller utan instrument. Juryn bedömer musikalisk gestaltning, utstrålning samt trovärdighet. Sen 2013 tillåts även kvinnor i tävlingen varför de ursprungliga reglerna inte riktigt längre gäller och prissumman har höjts.
2018 tog Comedon Events över arrangemanget och drev det vidare tillsammans med Stiftelsen Hackåsbygden. Arrevents moderniseringar behölls och alla uttryck av Näckar och väsen välkomnades.
2020 under pandemin saknades såväl restaurangstöd, från Strömbacka Kvarn, såsom mobiltäckning vid Garveriholmen i Billstaån varför arrangerande Kulturknuten valde att flytta eventet till Torån i Tornäs i Föllinge socken i Krokoms kommun i Jämtland.
2021 återvände tävlingen till Tornäs i Föllinge. Större publik tilläts och förutom juryns pris delades för första gången publikens pris av två deltagare.
2022 planerades tävlingen ånyo i Tornäs, men med en månad kvar beslutade Kulturknuten att flytta tillbaka eventet till ursprungsplatsen Billstaån i Hackås.
2023 hölls tävlingen i Hackås och en tidigare segrare återvände för att bärga titeln. Publiken hade dock en annan favorit.
2024 Näcken i bäcken fyller 30 år. Det väcks allt större medialt intresse och alla tre lokaltidningar, SR samt 3 TV-kanaler dokumenterar på plats. Fjolårets publikvinnare knep jurypriset medan en ny ung fräsch huldra vann publikens gunst med sin "fishbowl symphony".

## Regler
Ursprungliga regler
1. Tävlingen är öppen endast för manliga spelmän.
2. Den tävlande får endast skyla sig med sådant som han kan finna i naturen.
3. En valfri låt per deltagare, traditionell eller nykomponerad. Bör utföras på trollstämd fiol.
4. Spelordningen lottas fram vid musikcaféet på Strömbacka Kvarn före tävlingen.
5. En tremannajury bestående av två folkmusikkunniga personer samt en icke folkmusikkunnig kvinnlig domare poängsätter de tävlande i följande kriterier: Musikalisk gestaltning, utstrålning samt trovärdighet. Efter överläggningar kungör juryn resultatet, vilket ej kan överklagas.
6. Segraren erhåller ett ovärderligt handskrivet diplom samt 2000 kronor (höjt från och med 2004).
7. Segraren i varje delkriterium erhåller 500 kronor i premie (infördes 1998).
8. Från och med 2004 delar man även ut ett publikens pris på 500 kronor.

Nuvarande regler(gällande sedan 2018)
1. Tävlingen är öppen för alla konstnärliga uttryck oavsett genus, klädsel, takt och tonart.
2. Tävlingsordning beslutas av arrangör i viss mån efter önskemål men med tekniska och showmässiga hänsyn i första rummet.
3. En sakkunnig och brett kompetent jury bedömer: TROVÄRDIGHET MUSIKALITET FRAMFÖRANDE. Juryns beslut är slutgiltigt.
4. Segraren, Årets Näck, erhåller en penningsumma samt ett unikt handskrivet diplom formgivet av Ottilia Persson
5. Publiken röstar fram sin favorit och den deltagaren erhåller tillika ett unikt handskrivet diplom och en smärre penningsumma.

## Vinnare
- 1995 – Werner Gladh (4 deltagare)
- 1996 – Werner Gladh (5 deltagare)
- 1997 – Peter Roos (7 deltagare)
- 1998 – Peter Roos (6 deltagare)
- 1999 – Pelle Bolander (9 deltagare)
- 2000 – Anders Hall (8 deltagare)
- 2001 – Werner Gladh (5 deltagare)
- 2002 – Joel Berglund (3 deltagare)
- 2003 – Daniel Wikslund (5 deltagare)
- 2004 – Joel Berglund (7 deltagare)
- 2005 – Joel Berglund (5 deltagare)
- 2006 – Joel Berglund (7 deltagare)
- 2007 – Sten Andersson (5 deltagare)
- 2008 – Ross Campbell (Bollnäs – USA) (6 deltagare)
- 2009 – Martin Norberg (4 deltagare)
- 2010 – Olle af Klintberg (6 deltagare)
- 2011 – Samuel Lundström[1] (5 deltagare)
- 2012 – Samuel Lundström (5 deltagare)
- 2013 – Thomas Flossman (7 deltagare)
- 2014 – Enno Leggodör (7 deltagare)
- 2015 – Syskonduo Fanny och Klara Källström
- 2016 – Torkel Johansson och Maria Stensdotter
- 2017 – Dansgruppen Spektra
- 2018 – Jonas Staf (5 deltagare)
- 2019 – RASK ft Jonas Staf och Aska Staf (7 deltagare)
- 2020 – Jonas Staf (7 deltagare)
- 2021 – Jonas Staf (7 deltagare)
- 2022 – Henrik&Rebecca (4 deltagare)
- 2023 – Juryns pris: Ross Campbell; Publikens vinnare: Josefina Asker Beck (5 deltagare)
- 2024 – Josefina Elvira Asker Beck; Publikens favorit: Gabriella Eriksson ; Bästa utklädnad: Petra Grankvist (7 deltagare)